# Lenophyllum guttatum
Lenophyllum guttatum là một loài thực vật có hoa trong họ Crassulaceae. Loài này được (Rose) Rose miêu tả khoa học đầu tiên năm 1904.